# Judith Barsi
Judith Eva Barsi (Los Angeles, 6 de junho de 1978 – Canoga Park, Los Angeles, 25 de julho de 1988) foi uma atriz mirim estadunidense.
Barsi é conhecida pelo papel no filme Tubarão IV - A Vingança (1987), e pela dublagem nos filmes Todos os Cães Merecem o Céu (1989) e Em Busca do Vale Encantado (1988).

## Morte

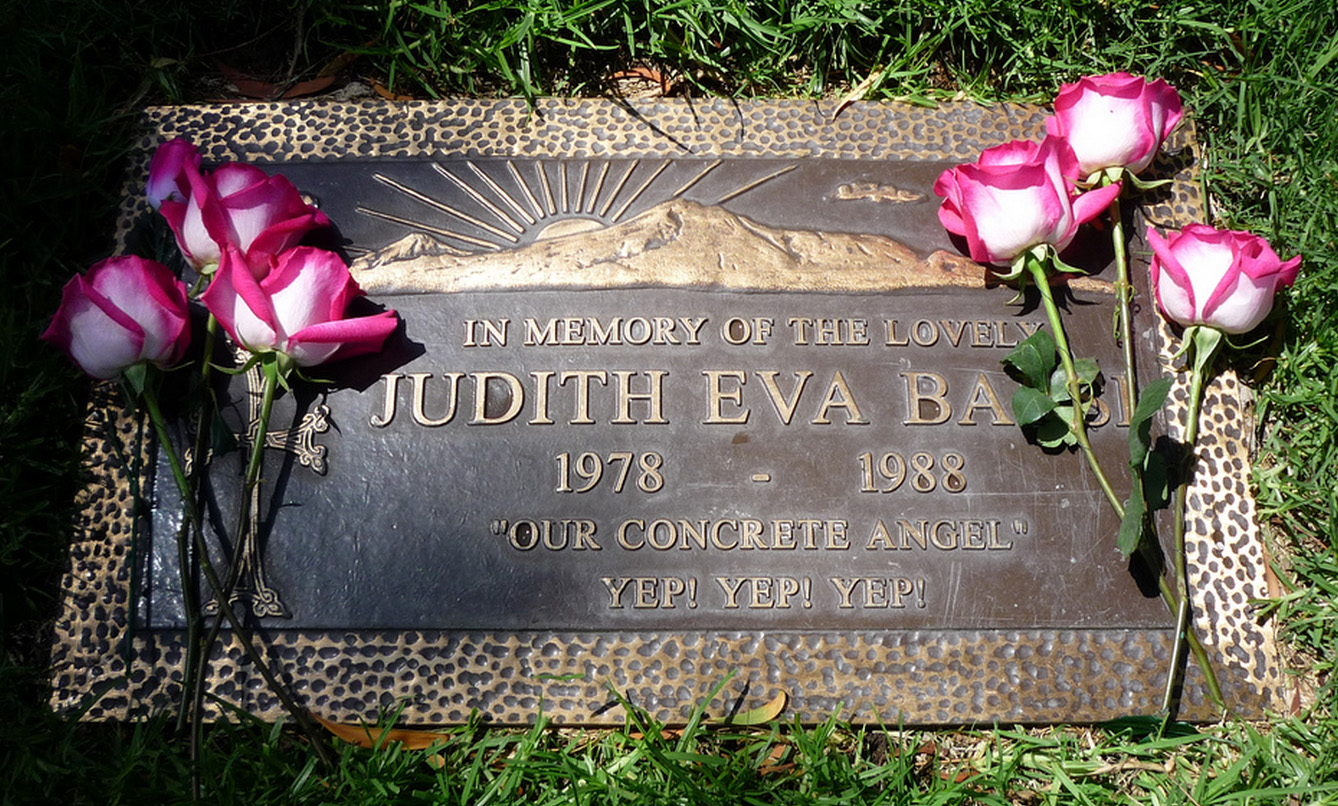
Lápide de Judith

Barsi morreu em 25 de julho de 1988, com 10 anos de idade, vítima de um tiro fatal em sua cabeça, tiro esse, dado pelo seu próprio pai, que também matou a esposa. Após matá-las, ele queimou os corpos e depois atirou em si mesmo.

## Filmografia
incompleta
| Ano  | Filme                       | Papel                 | Info                 |
| ---- | --------------------------- | --------------------- | -------------------- |
| 1984 | Fatal Vision                | Kimberly (com 3 anos) |                      |
| 1985 | Kids Don't Tell             | Jennifer Ryan         |                      |
| 1985 | Para Lembrar um Grande Amor | Kathleen              |                      |
| 1985 | There Were Times, Dear      | Molly Reed            |                      |
| 1986 | Inimigo Mortal              | Jennifer Matthews     |                      |
| 1987 | Dançando Com o Perigo       | Bean                  |                      |
| 1987 | Destination America         | Amy                   |                      |
| 1987 | Tubarão IV - A Vingança     | Thea Brody            |                      |
| 1988 | Em Busca do Vale Encantado  | Ducky (voz)           | Lançado postumamente |
| 1989 | Todos os Cães Merecem o Céu | Anne-Marie (voz)      | Lançado postumamente |